# رابرت ادلارد
رابرت ادلارد (انگلیسی: Robert Adlard; ۱۵ نوامبر ۱۹۱۵ – ۲۲ اکتبر ۲۰۰۸) بازیکن هاکی روی چمن اهل بریتانیا بود.